# Condado de Bay (Michigan)
O Condado de Bay é um dos 88 condados do estado americano de Michigan. A sede do condado é Bay City, e sua maior cidade é Bay City.
O condado possui uma área de 1 634 km² (dos quais 483 km² estão cobertos por água), uma população de 110 157 habitantes, e uma densidade populacional de 96 hab/km² (segundo o censo nacional de 2000). O condado foi fundado em 1857.